# Чина японская
Чи́на япо́нская, или морской горох (лат. Láthyrus japónicus) — вид растений из рода Чина семейства Бобовые.

## Ботаническое описание
Травянистый многолетник до 50 см высотой, с тонкими ползучими корневищами. Всё растение серовато-зелёное.
Стебли ветвистые, стелющиеся или восходящие, слегка цепляющиеся листовыми усиками, голые.

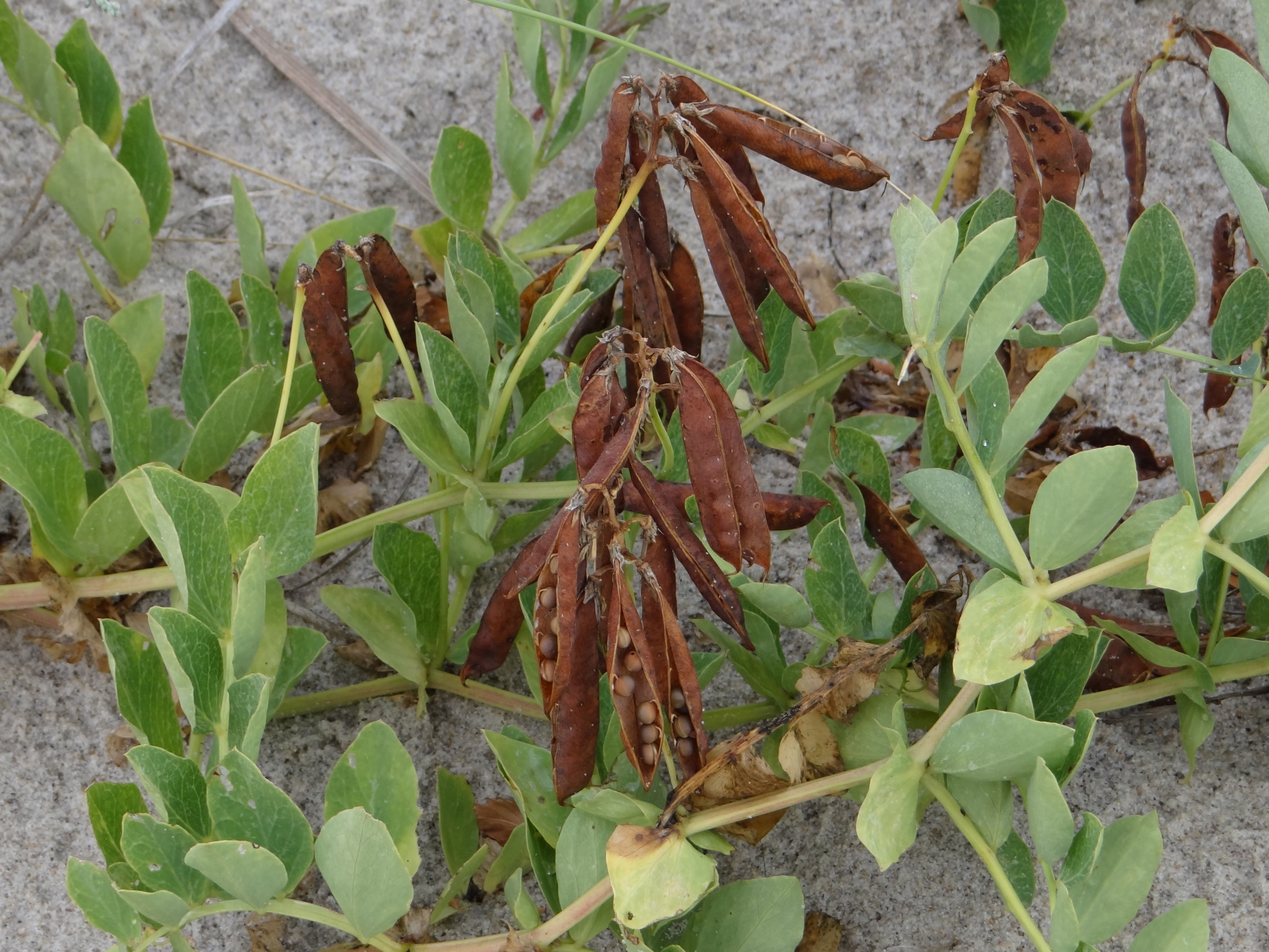
Плодоносящее растение

Прилистники полустреловидные, 15—25 мм длиной и 6—20 мм шириной, от цельнокрайних до зубчатых. Листья до 10 см длины, с 3—6 парами эллиптических листочков. Листовая ось оканчивается простым или ветвистым усиком, у нижних листьев — шипиком.
Цветонос вместе с соцветием примерно равен по длине листьям. Соцветие — рыхлая кисть из 3—5 лиловых цветков. Чашечка широко-колокольчатая; её зубцы различной формы: 4 верхних 4—5 мм длиной, ланцетные, с широким основанием; нижний — 5—7 мм длиной, узколанцетный. Трубка чашечки до 4—5 мм длиной. Венчик до 2,5 см длиной. Флаг округло-овальный, на длинном ноготке, лиловый. Крылья лиловые, по длине почти равны лодочке. Лодочка лиловая или светло-розовая.
Плод — продолговато-овальный, сжатый с боков боб, до 5 см длиной и 1,2 см шириной, с 5—9 округлыми, сжатыми с боков, коричневыми семенами; его створки покрыты косо-сетчатым жилкованием.
Цветёт в июле, плодоносит в августе.
Число хромосом: 2n=14.

## Распространение и экология
Встречается в приокеанической зоне Северной Атлантики и Пацифики: На тихо-океанском побережье Азии встречается от Чукотки до Кореи, а в Северной Америке — от Аляски до Орегона; в Приатлантической Европе — от арктической Скандинавии до Испании, а на атлантическом побережье Северной Америки — от о. Ньюфаундленд по мыса Хаттерас.
Произрастает на морских берегах: по пескам и галечникам, шикшёвникам, разнотравным лугам.

## Хозяйственное значение
Культивируется в некоторых странах.

## Классификация

### Таксономия
Lathyrus japonicus Willd., 1802, Sp. Pl., ed. 4. 3: 1092
Вид Чина японская относится к роду Чина (Lathyrus) подсемейства Мотыльковые (Papilionoideae) семейства Бобовые (Fabaceae) порядка Бобовоцветные (Fabales). Таксономическая схема в соответствии с Системой APG IV по состоянию на декабрь 2024 года:
|  |                                      |  |                                   |                                   |                   |  | ещё 3 семейства | ещё 3 семейства   |                          |  |  |  | еще 523 рода                                                     | еще 523 рода  |  |  |
|  |                                      |  |                                   |                                   |                   |  | ещё 3 семейства | ещё 3 семейства   |                          |  |  |  | еще 523 рода                                                     | еще 523 рода  |  |  |
|  |                                      |  |                                   | порядок Бобовоцветные             |                   |  |                 |                   | подсемейство Мотыльковые |  |  |  |                                                                  | Чина японская |  |  |
|  |                                      |  |                                   | порядок Бобовоцветные             |                   |  |                 |                   | подсемейство Мотыльковые |  |  |  |                                                                  | Чина японская |  |  |
|  | отдел Цветковые, или Покрытосеменные |  |                                   |                                   | семейство Бобовые |  |                 |                   | род Чина                 |  |  |  |                                                                  |               |  |  |
|  | отдел Цветковые, или Покрытосеменные |  |                                   |                                   |                   |  |                 |                   |                          |  |  |  |                                                                  |               |  |  |
|  |                                      |  | ещё 63 порядка цветковых растений | ещё 63 порядка цветковых растений |                   |  |                 | еще 5 подсемейств | еще 5 подсемейств        |  |  |  | еще 214 подтвержденных видов и 19 видов, ожидающих подтверждения |               |  |  |
|  |                                      |  |                                   | ещё 63 порядка цветковых растений |                   |  |                 |                   | еще 5 подсемейств        |  |  |  |                                                                  |               |  |  |

### Внутривидовые таксоны
В пределах обширного ареала наблюдается значительная изменчивость.
- Lathyrus japonicus var. japonicus
- Lathyrus japonicus var. maritimus (L.) J.T.Kartesz & Gandhi — Чина приморская
- Lathyrus japonicus var. parviflorus Fassett
- Lathyrus japonicus var. pellitus Fernald

### Синонимы
- Lathyrus japonicus f. japonicus
- Lathyrus japonicus subsp. japonicus
- Lathyrus japonicus var. pilosiusculus Pobed.
- Lathyrus japonicus var. typicus Fernald
- Lathyrus pisiformis Houtt.
- Orobus japonicus (Willd.) Alef.